# Universal Studios
Universal Studios (ook wel Universal Pictures en voluit Universal City Studios LLLP) is een van de tien grootste filmmaatschappijen ter wereld. De studio is in het bezit van NBC Universal, wat voorheen onderdeel van General Electric was en nu voor 51% van Comcast is. De studiofaciliteiten liggen in Universal City, een studiogebied dicht bij Los Angeles dat zij al sinds 1914 gebruiken voor het filmen van hun films. Het (zakelijke) hoofdkantoor van Universal Studios, alsmede het hoofdkantoor van NBC Universal, ligt ook in Universal City.

## Geschiedenis
De studio is opgericht door de Duitse immigrant Carl Laemmle op 8 juni 1912 als Universal Film Manufacturing Company in New York. In maart 1914 kocht Universal bij Los Angeles een 100 hectare grote kavel, om daar het "Wereldwijde Centrum van de Entertainment" op te zetten: Universal City. In 1929 nam zijn zoon, Carl Laemmle jr., de studio over en probeerde de reputatie van de low-budget-studio op te krikken door flink te investeren in productie en talent. De horror-klassiekers Frankenstein, Dracula en The Mummy werden door deze stap gecreëerd (bekend als Universal Horror), maar deze films waren niet financieel succesvol genoeg voor het bedrijf. Hierdoor was Universal gedwongen naar plattere filmproducties over te stappen, die wel succesvol bij het grote publiek zouden zijn. Aan het einde van de jaren '30 was de Laemmle-familie echter allang niet meer de baas binnen de studio.

### MCA-Universal
In 1952 werd de studio overgenomen door het platenlabelbedrijf Decca. Later verkocht Decca de Universal City-studiofaciliteiten aan de Music Corporation of America (MCA) in 1958 en uiteindelijk fuseerde Decca volledig met MCA in 1962. Universal stond tijdens de MCA-periode voornamelijk bekend als MCA-Universal Studios. De filmstudio begon eindelijk succesvol te worden door het leiderschap van Lew Wasserman. Toen hij bij het bedrijf kwam, werd ook gelijk de basis gelegd voor de televisie-divisie van Universal. MCA bezat destijds Revue Studios, een van de grootste televisiestudio's uit Hollywood die destijds televisiehits produceerde als Leave It to Beaver, Alfred Hitchcock Presents en Wagon Train. Revue Studios werd omgevormd tot Universal Television en maakte daarna naam met de producties Dragnet, Adam-12, Emergency!, Columbo, Baretta, Knight Rider, Quantum Leap en Law & Order. Een andere MCA-televisiedivisie, EMKA, bezit de rechten van het merendeel van het filmarchief van Paramount Pictures van vóór 1950.

### Matsushita en Seagram
Na drie decennia van succes, met sommige grote Steven Spielberg-hits als Jaws en E.T. the Extra-Terrestrial (in samenwerking met het filmproductiehuis van Steven Spielberg, Amblin Entertainment), leek het alsof het nooit meer slecht zou kunnen gaan met Universal. Echter, het tijdperk van de fusies in de mediawereld in de jaren '80 en '90 zorgde voor een grote druk op de studio. Wasserman zocht naar een nieuw en stabiel moederbedrijf en vond zichzelf uiteindelijk in gesprek zijnde met Matsushita Electric (het grootste elektronicaconcern ter wereld en voornamelijk bekend van Panasonic en JVC). Het kapitaal dat Matsushita mee bracht, was handig voor de studio, maar de ingewikkelde structuur van het Japanse concern werkte niet soepel samen met de ideeën die de Hollywood-veteraan allemaal had. Matsushita werd uiteindelijk moe van het bekvechten met Universal en verkocht in 1995 een meerderheidsaandeel aan Seagram (The Seagram Company) en uiteindelijk nam Seagram alle aandelen over van Matsushita.
Seagram nam nog veel meer mediabedrijven over, waaronder Polygram, om een mediaconcern om Universal heen te bouwen, maar de aandelenprijzen zorgden voor een tegenval. Seagram had gehoopt dat de beurs positief op de media-aankopen zou reageren, maar de beurs reageerde helemaal niet positief. In 1998 was Seagram gedwongen om de Universal Television-tak van het bedrijf te verkopen aan USA Networks en de divisie werd later hernoemd naar Studios USA. In 2002 kocht Universal alles echter weer terug en hernoemde alle activiteiten weer tot Universal Television.

### Vivendi Universal
In juni 2000 fuseerde Seagram met het Franse mediaconglomeraat Vivendi, wat uiteindelijk resulteerde in de creatie van Vivendi Universal. Een groot deel van de oorspronkelijke Seagram-onderdelen werden verkocht, waaronder de radiobezittingen, maar Universal werd aangehouden. Ron Meyer, Stacey Snider en Barry Diller werden aangewezen om de verschillende onderdelen van Universal in goede banen te leiden. Inmiddels bestond Universal Studios al lang niet alleen meer uit de filmactiviteiten, maar had het bedrijf ook activiteiten in de muziekwereld met Universal Music Group en had het bedrijf meerdere themaparken onder de naam Universal Studios Parks.

### NBC Universal
In oktober 2003 kondigde Vivendi Universal aan dat ze een meerderheidsaandeel in de moederwerkmaatschappij van Universal (dat bekendstond als Vivendi Universal Entertainment) zouden verkopen aan General Electric, dat het Amerikaanse televisienetwerk NBC al bezat. De fusie werd uiteindelijk op 12 maart 2004 voltooid en creëerde NBC Universal, Inc. GE had een 80% belang in het nieuwe bedrijf en Vivendi Universal hield een 20% belang in het bedrijf aan. Er werd echter bekendgemaakt in 2005 dat GE en Vivendi een contract hadden afgesloten dat zou resulteren in een volledige overname van NBC Universal door General Electric.
Vivendi Universal heeft de Universal Music-tak van het bedrijf en de Europese filmstudio, StudioCanal, zelf gehouden. Alhoewel er geruchten waren van een verkoop van Universal Music om geld te genereren, zijn ze tot op de dag van vandaag onderdelen van Vivendi gebleven.

### Brand
Op 1 juni 2008 brak een grote brand uit in een loods die voornamelijk gebruikt werd voor de opslag van decors. Veel decorstukken, waaronder een complete nagebouwde buurt waar scènes die spelen in New York opgenomen worden en de decors van King Kong en Back to the Future, zijn verloren gegaan.
De brand werd veroorzaakt door medewerkers van Universal Studios die, diezelfde nacht nog, alles aan het klaarmaken waren voor een opname van een film (onbekend) die plaatsvond in de vroege ochtend.
Een van de grote windblazers vatte vlam en aangezien de medewerkers net op dat ogenblik een pauze namen, werd dit pas opgemerkt toen het te laat was. (bron:CNN)

## Succesvolste films
Onderstaande cijfers dateren van 16 oktober 2016.
| Plaats | Naam                       | Opbrengst Verenigde Staten |
| ------ | -------------------------- | -------------------------- |
| 1      | The Fate of the Furious    | $ 1.613.000.000            |
| 2      | Jurassic World             | $ 652.270.625              |
| 3      | Despicable Me 2            | $ 368.061.265              |
| 4      | The Secret Life of Pets    | $ 365.531.955              |
| 5      | E.T. the Extra-Terrestrial | $ 359.197.037              |
| 6      | Jurassic Park              | $ 357.067.947              |
| 7      | Furious 7                  | $ 353.007.020              |
| 8      | Minions                    | $ 336.045.770              |
| 9      | Meet the Fockers           | $ 279.261.160              |
| 10     | The Grinch                 | $ 260.044.825              |
| 11     | Jaws                       | $ 260.000.000              |